# Richard Bannatine-Allason
Sir Richard Bannatine-Allason (1855-1940) est un major-général de l'armée britannique.
Fils de Richard Cunninghame Bannatine de Glaisnock, il intègre l'artillerie royale le 28 janvier 1875. Il participe à la seconde guerre anglo-afghane (1878-80), à la guerre des Mahdistes (1885) et à la seconde guerre des Boers (1899-1902). En 1905, il est nommé au poste d'observateur britannique auprès de l'armée impériale japonaise qui combat les Russes en Mandchourie. Il se retire de l'armée le 10 septembre 1918. Il est nommé commandant de la Royal Horse Artillery de 1920 à 1940 et fait chevalier en 1926.